# شهرستان کنیژا
شهرداری کنیژا (به لاتین: Knezha Municipality) یک شهرداری در بلغارستان است که در استان پلون واقع شده‌است.

## خصوصیات
شهرداری کنیژا ۳۱۷٫۸۳ کیلومترمربع مساحت و ۱۴٬۸۳۹ نفر جمعیت دارد.